# Traversée de Toulouse à la nage

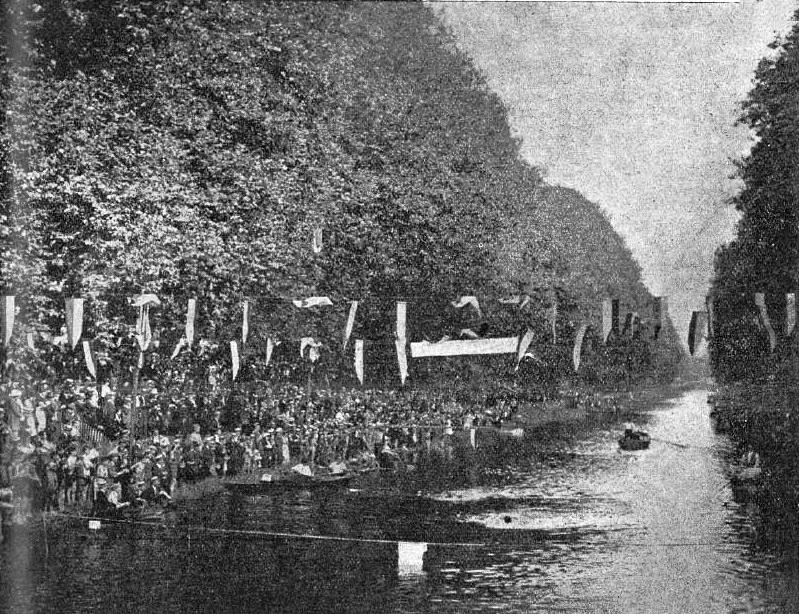
La traversée de Toulouse à la nage, fin août 1920.

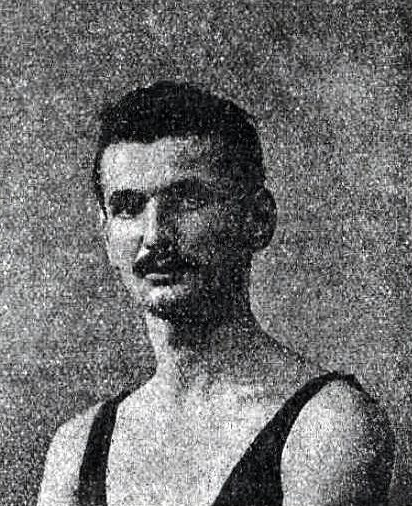
C. Boiteux, du Stade Toulousain, vainqueur de la traversée en 1920.

La Traversée de Toulouse à la nage est une course de nage en eau libre. Elle a lieu pour la première fois en 1906.

## Course
Inspirée par la Traversée de Paris à la nage (première édition en 1905), la traversée de Toulouse est organisé par le Standard Club Toulousain. Elle est ouverte aux professionnels.
Le parcours de cinq kilomètres se fait en eau morte dans le Canal du Midi, depuis la Croix-de-Pierre jusqu'aux Ponts-Jumeaux[Passage contradictoire].
En 1907, une des deux courses a, de même que les traversées de Mâcon et du bassin du Havre, le statut d'épreuve qualificative pour la Traversée de Paris à la nage des amateurs.

## Palmarès
| Année | Vainqueur             | deuxième   | troisième    | quatrième |
| ----- | --------------------- | ---------- | ------------ | --------- |
| 1906  | Albert Bougoin (1h02) | Lannes     | Metzmayer    | Lauters   |
| 1907  | Albert Bougoin (1h05) | Altieri    | Godet        |           |
| 1907  | Metzmeyer (1h12)      | Baudoin    | Joseph Delch | Mary      |
| 1910  | Marquès (1h05)        | Mouchard   | Ratol        | Degoilh   |
| 1911  | Mougaro (1h04)        | Binceno    | Belchin      | Marquès   |
| 1912  | Marquès               | Balaissa   | Amalvi       | Baudoin   |
| 1913  | Méfiant               | Amalvy     | Baudru       | Baraille  |
| 1920  | C. Boiteux            | Barrière   | Pelegri      | Hervouet  |
| 1923  | Ezaguide              | C. Boiteux | Justin Lazes | Marty     |